# Kęstutis Mažeika
Kęstutis Mažeika (* 1982 in Marijampolė) ist ein litauischer linker Politiker, Seimas-Mitglied und Umweltminister Litauens.

## Leben
Nach dem Abitur 2000 an der 6. Mittelschule Marijampolė absolvierte Kęstutis Mažeika von 2000 bis 2006 das Studium der Veterinärmedizin an der Veterinärakademie der Litauischen Universität für Gesundheitswissenschaften (LVA) in Kaunas und wurde Tierarzt. Nach dem Studium arbeitete als Leiter des Karriere-Zentrums der LVA. Er lehrte auch und war  Lektor der litauischen Universität für Gesundheitswissenschaften. 2013 promovierte er in Agrarwissenschaften. Ab 2009 arbeitete Mažeika als Landbauer und Imker.
Von 2015 bis 2016 war Mažeika Mitglied des Rats der Gemeinde Marijampolė. Seit November 2016 ist er Seimas-Mitglied. Seit dem 9. April 2019 ist er Umweltminister im Kabinett Skvernelis. Er wurde von Dalia Grybauskaitė ernannt.